# Протовестијар
Протовестијар (грч. πρωτοβεστιάριος) је била византијска титула, чија се намена мењала током векова, од високог дворског звања, преко војног и политичког положаја, до аристократске титуле. Коришћена је и у средњовековној Србији (од доба краља Милутина), за место владаревог ризничара, а нешто касније и у Босни (у доба Краљевства).

## Титула протовестијара у Византији
Сматра се да је протовестијар био наследник римског comes sacrae vestis односно чувар царске гардеробе, иако у каснијим изворима нема потврде о било каквој вези између протовестијара и царске гардеробе.
Звање протовестијара је први пут забележено 412. године, када је надзирао царев лични (различит од државног) вестарион (складиште и ризница). Најранији подаци о овом звању су крајње оскудни, али се, на основу неколико сачуваних печата из VIII и IX века, зна да је постојало, иако је на основу њих немогуће разјаснити његову тадашњу улогу. У нешто каснијим „Тактикама“, само се на једном месту помиње улога царевог протовестијара, али без ближе одреднице његове улоге.
Први протовестијар чије име је сачувано, био је Лав Хамаидракон, кога је цар Теофило (829—842) послао по канделабрум, који је сломљен у доба убиства цара Лава V (813—820). У периоду од IX до XI века, протовестијар представља значајну дворску функцију, положај дворског евнуха и неку врсту помоћника паракоимемону. Током овог доба протовестијари су предводили војске, водили дипломатске преговоре, али су се бавили и разоткривањем завера против цара и низом других послова.
Значај овог положаја је нарочито порастао током XI века. Протовестијар Симеон, у доба цара Романа III Аргира (1028—1034), је истовремено био и доместикон тон схолон, а касније је постао и паракоимемон.Константин Лихуд, иначе каснији васељенски патријарх (1059—1063), је као протовестијар цара Константина IX управљао његовом владом.
После овог периода, звање протовестијара постаје почасна титула и од XII века је додељивана племићима и високим достојанственицима. У доба Палеолога, титула протовестијара спада међу високе и налазила се изнад титуле великог доместика, а последњи забележени протовестијар био је Алексије Асен, средином XIV века.
У Византији је постојао и положај протовестијарисе, која је била прва царичина слушкиња и њена позиција је, на основу сачуваних извора, сигурно постојала од IX до XV века. Поред цара, протовестијаре су могли да имају и други људи, који нису припадали аристократској класи.

## Титула протовестијара у другим државама
Звање протовестијара постојало је и у средњовековној Србији, од доба краља Милутина (1282—1321), а његова улога је била да се бави државним финансијама. Овај положај је често додељиван которским или дубровачким трговцима који су били искусни у вођењу финансија. Такав је био протовестијар Душана Силног (краљ 1331—1346, цар 1346—1355), которанин Никола Бућа. Титула протовестијара је изашла из употребе са првим падом Српске деспотовине (последњи протовестијар који се помиње је Никола Родоп 1435. године), а његове дотадашње дужности прелазе на звања казнаца или великог казнаца.
Из средњовековне Србије, положај протовестијара је прешао у Босну, после проглашења Твртка I (бан 1353—1377, краљ 1377—1391) за краља. Он је, као и у Србији, био задужен за државне финансије и на том положају се релативно често сусрећу странци (Дубровчани, Которани и други).